# Mouscron
Mouscron, nederländska Moeskroen, är en stad i Hainaut, Vallonien, Belgien med 52 825 invånare (2006). 